# Liparis kwangtungensis
Liparis kwangtungensis är en orkidéart som beskrevs av Rudolf Schlechter. Liparis kwangtungensis ingår i släktet gulyxnen, och familjen orkidéer. Inga underarter finns listade i Catalogue of Life.